# Tatitlek
Tatitlek és una concentració de població designada pel cens dels Estats Units a l'estat d'Alaska. Segons el cens del 2000 tenia 107 habitants.

## Demografia
Segons el cens del 2000, Tatitlek tenia 107 habitants, 38 habitatges, i 28 famílies La densitat de població era de 5,7 habitants/km².
Dels 38 habitatges en un 44,7% hi vivien nens de menys de 18 anys, en un 47,4% hi vivien parelles casades, en un 21,1% dones solteres, i en un 23,7% no eren unitats familiars. En el 21,1% dels habitatges hi vivien persones soles el 2,6% de les quals corresponia a persones de 65 anys o més que vivien soles. El nombre mitjà de persones vivint en cada habitatge era de 2,82 i el nombre mitjà de persones que vivien en cada família era de 3,28.
Per edats la població es repartia de la següent manera: un 36,4% tenia menys de 18 anys, un 7,5% entre 18 i 24, un 24,3% entre 25 i 44, un 24,3% de 45 a 60 i un 7,5% 65 anys o més.
L'edat mediana era de 30 anys. Per cada 100 dones de 18 o més anys hi havia 106,1 homes.
La renda mediana per habitatge era de 36.875 $ i la renda mediana per família de 36.667 $. Els homes tenien una renda mediana de 26.250 $ mentre que les dones 8.750 $. La renda per capita de la població era de 13.015 $. Aproximadament el 17,9% de les famílies i el 24,2% de la població estaven per davall del llindar de pobresa.

## Poblacions més properes
El següent diagrama mostra les poblacions més properes.